# Recensement de la population en France
Pour un article plus général, voir Démographie de la France.
Le recensement de la population en France permet d'établir le nombre officiel d'habitants de chaque commune française. Ce nombre est indispensable à l'application de 351 articles législatifs de 28 codes différents. En particulier, il permet le calcul : 
- de la dotation globale de fonctionnement (DGF) d'une commune[1], élément essentiel de ses ressources financières ;
- du nombre de conseillers municipaux ;
- des indemnités versées aux maires et adjoints au maire.

Ce nombre est également nécessaire à la gestion des communes pour :
- la détermination du mode de scrutin ;
- les implantations d'officines de pharmacie, des débits de tabac ou de boissons[2] ;
- les barèmes de certaines taxes (la publicité, les jeux, les spectacles, les débits de boissons) ;
- la réglementation de l'affichage urbain.

En 2025, les dates du recensement sont les suivantes : 
Pour les communes de moins de 10 000 habitants :
- du 16 janvier au 15 février en France métropolitaine, aux Antilles et en Guyane ;
- du 30 janvier  au 1er  mars à La Réunion.

Pour les communes de  10 000 habitants ou plus :
- du 16 janvier au 22 février en France métropolitaine, aux Antilles et en Guyane ;
- du 30 janvier au 8 mars à La Réunion.

## Histoire
Divers dénombrements de population furent réalisés en France sous l'Ancien Régime et avant, notamment le « recensement des paroisses et feux des Bailliages et Sénéchaussées de France » de 1328 qui recensait les feux fiscaux, et l'enquête nationale décidée par Colbert en 1664 qui incluait un dénombrement des paroisses, des feux et des personnes imposables âgées de huit ans et plus.
Après la Révolution, des recensements nationaux recensant tous les habitants, quel que soit leur âge, furent organisés de manière très régulière, en général tous les 5 ans.
Au début du XXIe siècle, les modalités de recensement furent modifiées par loi du 27 février 2002, dite loi de démocratie de proximité, afin de permettre, après une période transitoire courant de 2004 à 2008, la publication annuelle de la population légale des différentes circonscriptions administratives françaises.
À partir de 2010, des premiers tests sont réalisés pour faire le recensement par Internet.
En 2015, pour la première fois, tous les habitants concernés par le recensement dans leurs résidences principales (hors ceux en habitation mobile ou vivant en communautés) peuvent préférer la réponse par Internet à la réponse sur questionnaires papier. Le taux de réponse par Internet est finalement de 32,8 % sur les résidences principales (hors habitations mobiles et communautés) pour un taux espéré avant collecte entre 25 et 30 %.
En 2021, le recensement est annulé (seule Mayotte a pu y procéder) en raison de l’épidémie de covid-19 en France. La campagne de recensement et les suivantes sont toutes décalées d’un an. Une adaptation du calcul de la population légale est mise en œuvre entre 2022 et 2027 (années de référence statistiques 2019 à 2024).

## Recensement suivant la taille des communes
Depuis 2004, le recensement est pratiqué selon le nombre d'habitants des communes :
- Les communes de moins de 10 000 habitants font l'objet d'une enquête de recensement exhaustif tous les cinq ans, à raison d'un cinquième des communes chaque année, selon un calendrier publié par l'Insee[8]. Ces groupes, établis par décret, ont été constitués sur des critères exclusivement statistiques. Ainsi, chaque année, l'ensemble des communes de l'un de ces groupes procèdent au recensement de leur population.
- Les communes de 10 000 habitants ou plus réalisent tous les ans une enquête par sondage auprès de 8 % des adresses répertoriées.

## Mode opératoire des enquêtes de recensement
Ce sont les agents recenseurs, des agents publics recrutés par le maire qui sont responsables de la collecte des informations. Ils ont tous reçu une formation, dispensée par la commune et l'Insee. Ils disposent d'une carte tricolore avec photographie, signée par le maire et qui officialise leur fonction. Ils sont tenus au secret professionnel.
À partir du 3e jeudi de janvier, les agents recenseurs visitent chaque foyer devant être recensé et déposent au domicile concerné les documents suivants :
- une feuille de logement ;
- un bulletin par personne vivant habituellement dans le logement recensé ;
- une notice d'information sur le recensement et sur les questions courantes que les citoyens peuvent se poser.

Dans le cas où les habitants préfèrent répondre par Internet, seule la notice d’information (avec un identifiant unique et un mot de passe lié à l’identifiant) est distribuée.
La collecte a lieu entre le 3e jeudi de janvier et le 5e samedi suivant son lancement pour les communes de France métropolitaine et des Antilles-Guyane. Un décalage de deux semaines est appliqué pour la Réunion et Mayotte, qui a intégré le processus en 2021. Un agent recenseur, nommé par la commune prend contact avec la population, dépose les questionnaires papier et les reprend une fois remplis. Depuis 2015, le ménage a la possibilité de répondre par internet.. Les collectivités d'Outre-Mer du Pacifique (Nouvelle-Calédonie, Polynésie Française et Wallis-et-Futuna) restent sous le principe d'un recensement exhaustif quinquennal.
L'agent recenseur peut aider au remplissage des questionnaires. Si remplis sur papier, l’agent recenseur récupère les questionnaires directement au domicile des habitants, si remplis sur Internet, l’agent recenseur est averti que les questionnaires ont été remplis mais n’a pas accès au contenu de ceux-ci[réf. souhaitée]. L'enquête de recensement dure de 4 à 5 semaines selon la taille des communes.
Selon l'article 3 de la loi no 51-711 du 7 juin 1951 sur l'obligation, la coordination et le secret en matière de statistiques, « Les personnes sont tenues de répondre, avec exactitude, et dans les délais fixés, aux enquêtes statistiques qui sont rendues obligatoires ». Selon l'article 7 de cette même loi, « Toutefois, tout défaut de réponse, après mise en demeure et dans le délai imparti par ladite mise en demeure, ou toute réponse sciemment inexacte à des questions ayant trait à la vie personnelle et familiale, sera puni de l'amende prévue », cette amende est fixée à 38 euros.

## Résultats

### Publication
Les résultats des recensements sont officialisés par décret.
Les premières populations légales des communes issues du recensement rénové ont été publiées le 1er janvier 2009 et sont millésimées au 1er janvier 2006.
Les premiers résultats statistiques du recensement rénové pour toutes les communes, millésimés au 1er janvier 2006, ont été publiés le 1er juillet 2009 sur le site de l'Insee. Ces résultats seront désormais mis à jour chaque année, les populations légales au 1er janvier et les résultats statistiques à compter du 1er juillet selon un calendrier de diffusion régulièrement actualisé sur le site de l'Insee.

### Utilisation
La notion de population légale est utilisée en droit. Au sens large, elle désigne l'ensemble des valeurs bivouac officialisées (population municipale, population comptée à part ou population totale),.
Dans un sens plus restreint, selon le contexte, elle peut parfois désigner l'une ou l'autre de ces populations.
La population totale est celle qui est prise en compte dans l'application des lois et des règlements aux collectivités (en particulier pour les questions budgétaires et fiscales). Plus généralement, à compter du 1er janvier 2015, « sauf disposition législative ou réglementaire contraire, le chiffre de la population totale est celui auquel il convient de se référer pour l'application des lois et règlements ».
Ainsi, la population légale des regroupements de communes (métropoles, communautés urbaines, communautés d'agglomération et communautés de communes) est la somme des populations totales des communes qui les composent, et non la somme des populations municipales. Cette population est celle qui permet de déterminer si le regroupement atteint les seuils requis pour adopter l'une ou l'autre des quatre formes d'intercommunalité à fiscalité propre.
En revanche, c'est la population municipale qui détermine les caractéristiques (mode de scrutin, nombre d'élus…) des élections municipales d'une commune.La notion de population légale est utilisée en droit. Au sens large, elle désigne l'ensemble des valeurs bivouac officialisées (population municipale, population comptée à part ou population totale),.
Dans un sens plus restreint, selon le contexte, elle peut parfois désigner l'une ou l'autre de ces populations.
La population totale est celle qui est prise en compte dans l'application des lois et des règlements aux collectivités (en particulier pour les questions budgétaires et fiscales). Plus généralement, à compter du 1er janvier 2015, « sauf disposition législative ou réglementaire contraire, le chiffre de la population totale est celui auquel il convient de se référer pour l'application des lois et règlements ».
Ainsi, la population légale des regroupements de communes (métropoles, communautés urbaines, communautés d'agglomération et communautés de communes) est la somme des populations totales des communes qui les composent, et non la somme des populations municipales. Cette population est celle qui permet de déterminer si le regroupement atteint les seuils requis pour adopter l'une ou l'autre des quatre formes d'intercommunalité à fiscalité propre.
En revanche, c'est la population municipale qui détermine les caractéristiques (mode de scrutin, nombre d'élus…) des élections municipales d'une commune.

## Types de population distingués par l'Insee

### Avant 2004
Jusqu'au recensement de 1999, les données de l'Insee pour une commune comportaient :
- la population municipale, c'est-à-dire les personnes ayant leur résidence habituelle sur le territoire de la commune ;
- la population comptée à part, principalement les personnes vivant dans certaines collectivités (internats, casernes, hôpitaux, couvents, prisons, etc.) ;
- la population totale, somme des deux précédentes ;
- les doubles comptes, un sous-ensemble de la population comptée à part, comptant les habitants qui déclarent posséder un autre lieu de résidence (autrement dit, qui font également partie de la population municipale d'une autre commune) ;
- la population sans doubles comptes, qui est la population totale diminuée des doubles comptes[19],[20].

La population sans doubles comptes était donc toujours ⁴ inférieure ou égale à la population totale. Depuis 2004, les notions de population municipale et de l'ancienne population sans doubles comptes se rapprochent (la définition de la population comptée à part ayant été modifiée de sorte qu'elle soit égale aux doubles comptes à quelques petites variations près).
Pour appréhender convenablement la population d'une agglomération, d'un groupement de communes, d'un département ou d'une région, on utilisait la population sans doubles comptes. Depuis 2004, c'est la population municipale qui a pris le relais.

### Millésimes 2004 et ultérieurs
À la suite d'un décret publié en 2003, la notion de doubles comptes disparaît progressivement des données officielles à partir de 2004  pour les populations légales de toutes les communes, à partir de 2006 (compilant les données recueillies entre 2004 et 2008 et éditées le 1er janvier 2009 ). Publiée en janvier de l'année N, la population légale d'année de référence statistique N-3 correspond aux résultats définitifs issus des cinq enquêtes annuelles de recensement réalisées de N-6 à N-1. Les calculs d’évolution de population n’ont de valeur statistique qu’entre les deux années du cycle quinquennal de recensement : l’année N se compare donc avec l’année N-5, d'où cette moyenne sur cinq années.

### Décomposition de la population légale depuis 2009
Trois types de populations légales sont publiées depuis 2006 pour chaque circonscription administrative française (la plus petite étant la commune) : la population municipale (population résidant de manière habituelle sur la commune), la population comptée à part (prenant en compte les éventuels doublons qui peuvent exister et la population totale), et la population totale somme des deux indicateurs précédents.
La population municipale (rénovée) prend le relais, il n’y a plus de différence avec la population sans double-compte. Elle comporte comme auparavant les personnes ayant leur résidence habituelle sur le territoire de la commune, ainsi que les enfants mineurs en garde alternée stricte ayant passés la nuit du lancement du recensement dans la commune et le conjoint (même si pour des raisons professionnelles il réside dans une autre commune). S'y ajoutent même si elles possèdent une résidence dans une autre commune, les personnes :
- résidant en communautés : dont
  - détenues dans les établissements pénitentiaires de la commune ;
  - majeures résidant dans des établissements hébergeant des élèves ou des étudiants;
  - résidant dans des maisons de retraite ou foyers et résidences sociales ;
  - résidant dans des communautés religieuses ;
  - résidant dans des casernes ou établissements militaires ;
  - résidant dans des services de moyen ou de long séjour des établissements publics ou privés de santé (ou des établissements sociaux)[b]
- vivants en habitations mobiles ou sans abris (recensement tous les 5 ans au cours des deux premiers jours de collecte).

La population comptée à part comprend toutes les personnes ayant un lien économique ou social avec la commune. Ainsi, le propriétaire d'une résidence secondaire ou vivant pour raison professionnelle dans la commune appartient à cette population. Le critère défini correspond à tout individu pouvant utiliser les infrastructures de la commune.
| Population totale | Population municipale     | Personnes ayant leur résidence habituelle dans la commune                                                          | Personnes résidant dans les logements. La résidence habituelle pour les conjoints éloignés et les élèves et étudiants mineurs, éloignés pour des raisons d'études, est la résidence familiale.                                                               |
| Population totale | Population municipale     | Personnes ayant leur résidence habituelle dans la commune                                                          | Personnes résidant dans une communauté (à l'exception des établissements hébergeant des élèves et des étudiants, y compris les établissements d'enseignement militaire).                                                                                     |
| Population totale | Population municipale     | Personnes ayant leur résidence habituelle dans la commune                                                          | Personnes majeures résidant dans un établissement hébergeant des élèves et des étudiants. |
| Population totale | Population municipale     | Personnes détenues dans les établissements pénitentiaires dont le siège est situé sur le territoire de la commune. | |
| Population totale | Population municipale     | Personnes sans abri recensées sur le territoire de la circonscription.                                             | |
| Population totale | Population municipale     | Personnes résidant habituellement dans des habitations mobiles, recensées sur le territoire de la circonscription. | |
| Population totale | Population comptée à part | Personnes rattachées administrativement à la commune et non recensées dans la commune                              | Personnes rattachées administrativement à la commune et non recensées dans la commune |
| Population totale | Population comptée à part | Personnes ayant une résidence habituelle dans une autre commune et conservant un lien avec la commune              | Élèves ou étudiants majeurs de moins de 25 ans, ayant leur résidence familiale dans la commune et logeant pour leurs études dans une autre commune. |
| Population totale | Population comptée à part | Personnes ayant une résidence habituelle dans une autre commune et conservant un lien avec la commune              | Personnes ayant leur résidence familiale dans la commune et résidant habituellement dans la communauté d'une autre commune (à l'exception des établissements hébergeant des élèves et des étudiants, y compris les établissements d'enseignement militaire). |
| Population totale | Population comptée à part | Personnes ayant une résidence habituelle dans une autre commune et conservant un lien avec la commune              | Élèves ou étudiants mineurs résidant dans la commune du fait de leurs études et ayant leur résidence principale dans une autre commune. |

La principale différence entre l'ex-population sans doubles comptes et la population municipale (rénovée) consiste dans le fait que les personnes majeures résidant dans une communauté (établissement, caserne, résidence, etc.) font partie automatiquement de la population municipale de la commune sur laquelle est implantée la communauté, que ces personnes possèdent ou non une résidence dans une autre commune. Auparavant certaines catégories de personnes ayant un domicile hors de la commune faisaient partie de la population municipale de la commune dudit domicile. C'est le cas :
- des militaires vivant en caserne, camps ou assimilés ;
- des élèves internes des lycées, collèges, grandes écoles, établissements d'enseignement spécial, séminaires et tous établissements d'enseignement publics ou privés avec internat, y compris établissements d'éducation surveillée de la commune ;
- des personnes âgées vivant en logement-foyer[24] ;
- des personnes hébergées en établissement de santé de moyen et long séjour (ces personnes sont considérées maintenant, le temps de leur séjour, y résider effectivement de façon principale, au sens de la population communale, même si elles disposent de leur propre logement dans une autre commune, où elles restent taxées sur le barème fiscal de la résidence principale qu'elles n'occupent pourtant pas de façon suffisante, et non celui d'une résidence secondaire, ce logement pouvant continuer à bénéficier d'aides sociales si ces personnes y sont éligibles).

D'autre part tout élève ou étudiant majeur fait dorénavant partie de la population municipale de la commune où il réside, qu'il habite une résidence universitaire, un logement personnel ou une chambre chez l'habitant. Auparavant les étudiants de 18 à 25 ans résidant dans la commune mais ailleurs qu'en résidence universitaire ou foyer étudiant étaient rattachés à leur commune de recensement.
Inversement les étudiants mineurs ne sont plus comptabilisés dans la population municipale de la commune où ils résident mais dans la commune du domicile de leurs parents.
De ce fait ce changement de méthode a gonflé artificiellement, à tort ou à raison, les populations municipales des communes possédant des internats, des casernes, des logements-foyers ou des étudiants majeurs habitant en ville (et inversement a réduit les populations municipales de l'effectif des étudiants mineurs ou majeurs de moins de 25 ans).
Le principal transfert a été celui des personnes de 25 ans et plus faisant leurs études dans une autre commune où elles résident la majeure partie du temps, qui sont désormais totalement comptés dans la population de cette commune d'études : elles ne sont plus comptées « en double » dans la population comptée à part (et dans la population municipale) de la commune de leur résidence familiale, leur lieu de résidence pour les études étant considéré comme celui de leur résidence principale. Cependant les étudiants de moins de 25 ans sont encore comptés « à part » dans la commune de leur résidence familiale (et participent encore à la population totale). Ce changement permet de mieux prendre en compte les besoins pour les comptes des aides sociales (notamment le RMI, devenu depuis RSA, pour les étudiants de 25 ans et plus sans revenu régulier qui peuvent en bénéficier sur le territoire de la commune de leurs études et non de celle de leur résidence familiale), la déclaration nécessairement séparée de leurs revenus, l’octroi d’aide pour les logements sociaux, et le prélèvement pour les étudiants non exonérés des impôts et taxes locales sur la commune de leur résidence habituelle d'études.